# Cossaye
Cossaye – miejscowość i gmina we Francji, w regionie Burgundia-Franche-Comté, w departamencie Nièvre.
Według danych na rok 1990 gminę zamieszkiwały 934 osoby, a gęstość zaludnienia wynosiła 18 osób/km² (wśród 2044 gmin Burgundii Cossaye plasuje się na 251. miejscu pod względem liczby ludności, natomiast pod względem powierzchni na miejscu 24.).